# Goffredo Marzano

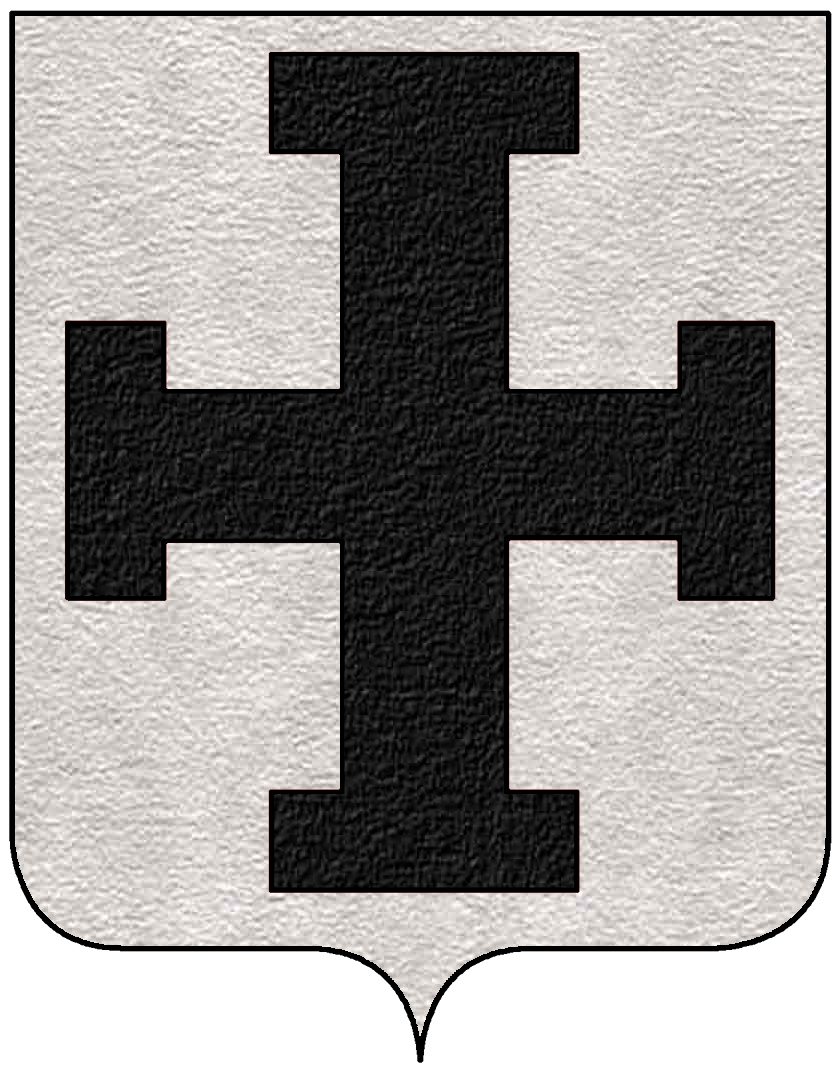
Wappen der Familie Marzano

Goffredo Marzano (* um 1300; † um 1361) war ein italienischer Condottiere und Kammerherr. Er war Graf von Squillace, Herr von Lakonien, Maida und Policastro und Großadmiral des Königreichs Neapel.

## Leben
Goffredo Marzano wurde zu Beginn des 14. Jahrhunderts als zweiter Sohn von Tommaso und Giovanna di Capua, Tochter des großen Protonotars Bartolomeo, geboren; nach dem Tod seines Bruders Riccardo erbte er das Amt des Großadmirals seines Vaters und den Titel des Grafen von Squillace.

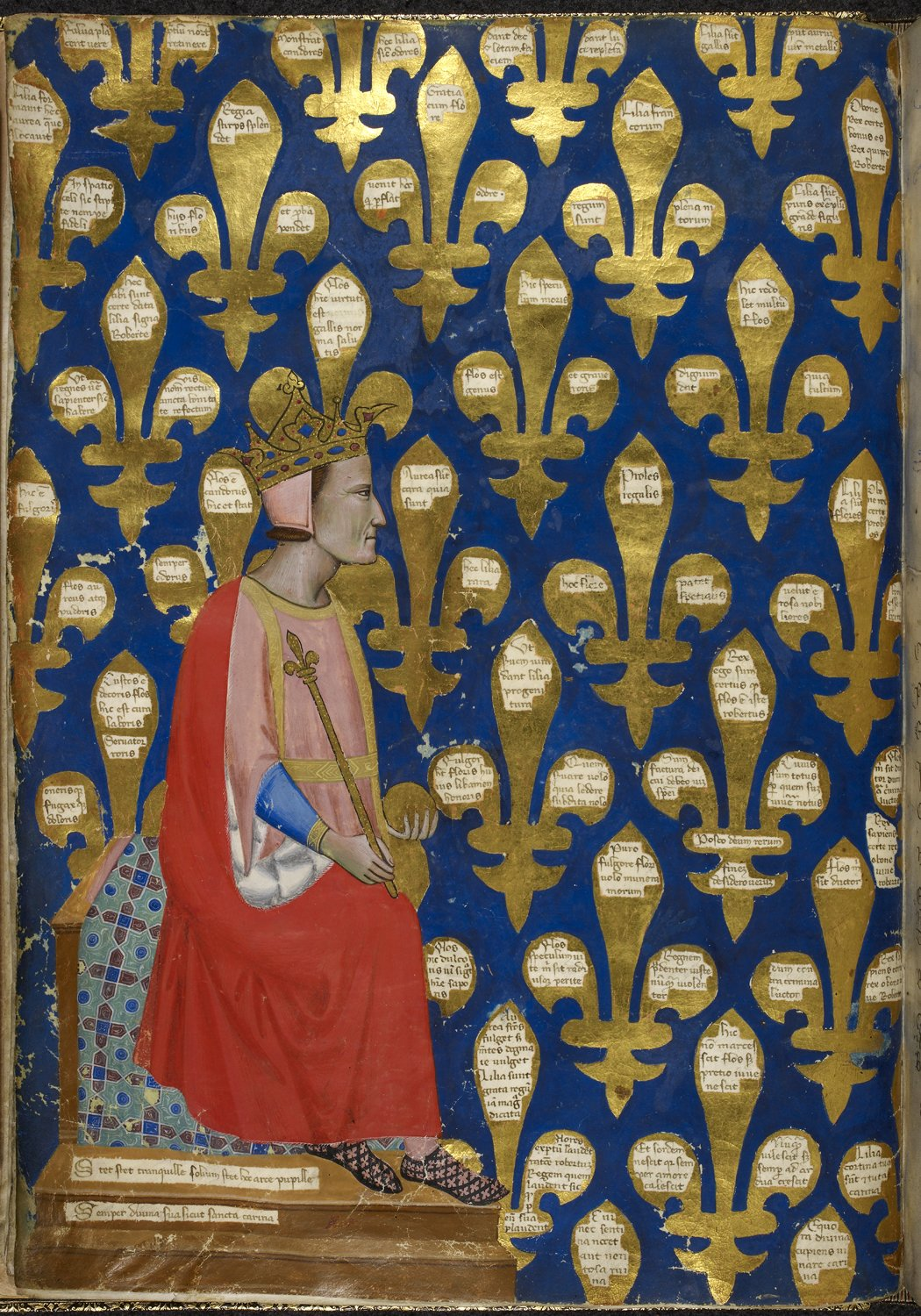
Robert von Anjou; Darstellung in der Convenevole da Prato zugeschriebenen Lobschrift „Regia Carmina“, ca. 1336

Im September 1332 beauftragte König Robert Goffredo mit der Führung von 400 Rittern, die zum verbündeten Heer im Lombardeikrieg beitragen sollten; ein Jahr später wurde er zum Hauptmann der Armee im Piemont ernannt, dann zum Generalkapitän der Kavallerie und Infanterie in Genua.
Im Jahre 1348 nahm Goffredo, beauftragt von Königin Johanna I. von Anjou, an den Kämpfen gegen König Ludwig I. von Ungarn teil. Noch im selben Jahr übertrug ihm die Königin das Amt des Generalvikars und die Verwaltung des Königreichs; kurz darauf auch die Vize-Regentschaft über die Provinzen Terra di Lavoro und Contado di Molise mit der Befugnis, Richter, Hauptleute, Kastellane und andere Beamte zu ernennen.
Auf Betreiben Goffredos, der 1348 die Banden Werners von Urslingen in den Dienst der Königin stellte, kam es im Reich zum Aufstand. Nach Neapel zurückgekehrt, erhob Goffredo Marzaro das Volk gegen Ulrich Wolff von Wolfurt, General und Vikar des ungarischen Königs, und besetzte am 18. Juni Aversa.
Die letzte Nachricht von Goffredo Marzano stammt aus dem Jahr 1361.

## Abstammung
| Vater Tommaso Marzano    | Riccardo Marzano       | Guglielmo Marzano   | Guglielmo Marzano   |
| Vater Tommaso Marzano    | Riccardo Marzano       | Guglielmo Marzano   | ?                   |
| Vater Tommaso Marzano    | Riccardo Marzano       | ?                   | ?                   |
| Vater Tommaso Marzano    | Riccardo Marzano       | ?                   | ?                   |
| Vater Tommaso Marzano    | Rogasia di Dragoni     | Goffredo di Dragoni | Teobaldo di Dragoni |
| Vater Tommaso Marzano    | Rogasia di Dragoni     | Goffredo di Dragoni | ?                   |
| Vater Tommaso Marzano    | Rogasia di Dragoni     | Mabilia di Bisaccia | ?                   |
| Vater Tommaso Marzano    | Rogasia di Dragoni     | Mabilia di Bisaccia | ?                   |
| Mutter Giovanna di Capua | Bartholomeus von Capua | Andrea di Capua     | ?                   |
| Mutter Giovanna di Capua | Bartholomeus von Capua | Andrea di Capua     | ?                   |
| Mutter Giovanna di Capua | Bartholomeus von Capua | Giovanna ?          | ?                   |
| Mutter Giovanna di Capua | Bartholomeus von Capua | Giovanna ?          | ?                   |
| Mutter Giovanna di Capua | Mattia di Franco       | ?                   | ?                   |
| Mutter Giovanna di Capua | Mattia di Franco       | ?                   | ?                   |
| Mutter Giovanna di Capua | Mattia di Franco       | ?                   | ?                   |
| Mutter Giovanna di Capua | Mattia di Franco       | ?                   | ?                   |

## Nachkommen
Goffredo Marzano war mit Giovanna Ruffo verheiratet, die ihm zwei Söhne und drei Töchter schenkte.
1. Roberto ⚭ ?
  1. Giacomo
  2. Goffredo
2. Tommaso ⚭ Rogasia di Eboli
3. Rogasia ⚭ Carlos d’Artus, Graf von Sant’Agata
4. Caterina ⚭ Giovanni Visconti von Lautrico, Graf von Mirabella
5. Maria